# Коневец

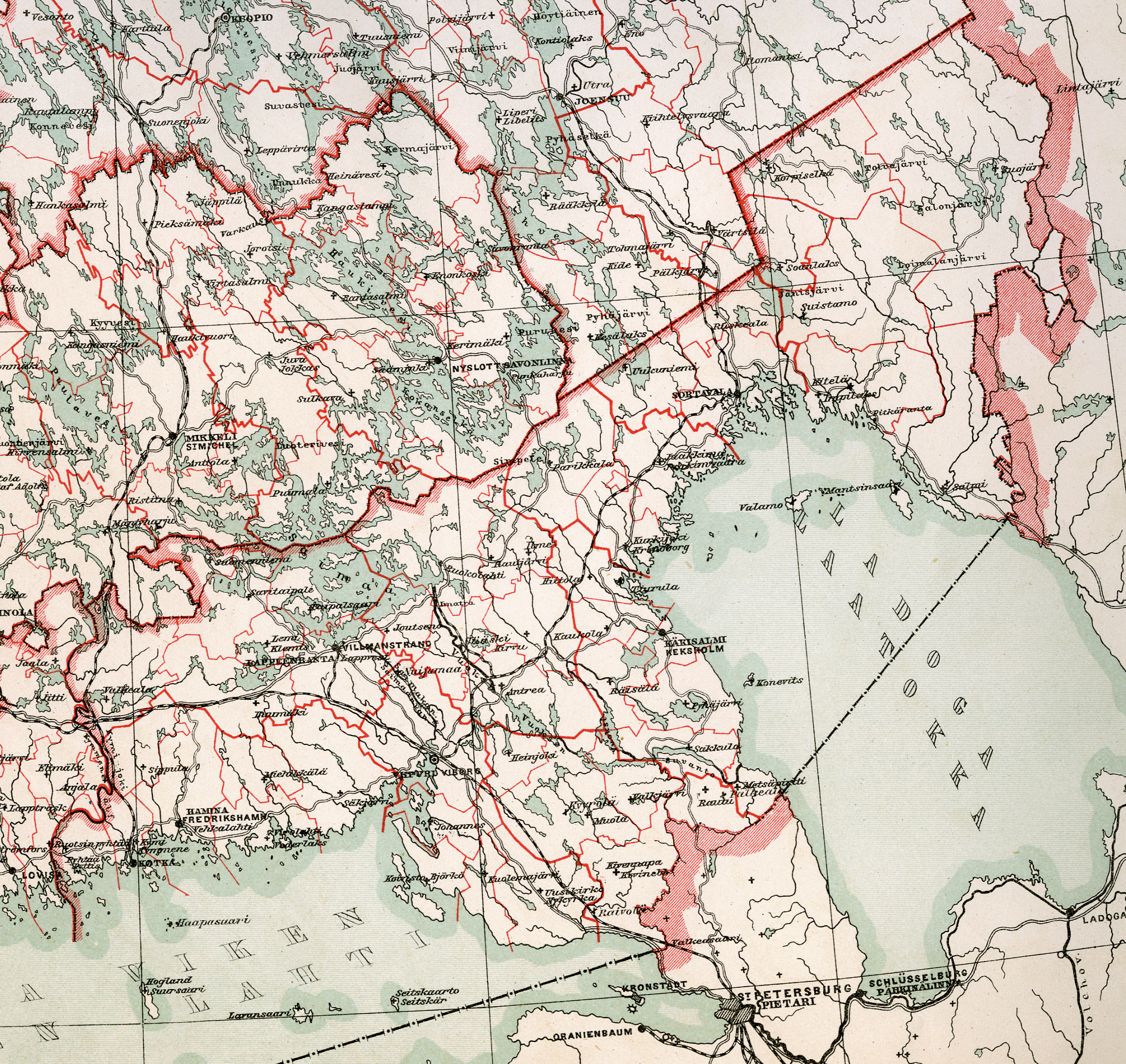
Выборгская губерния, 1897 год

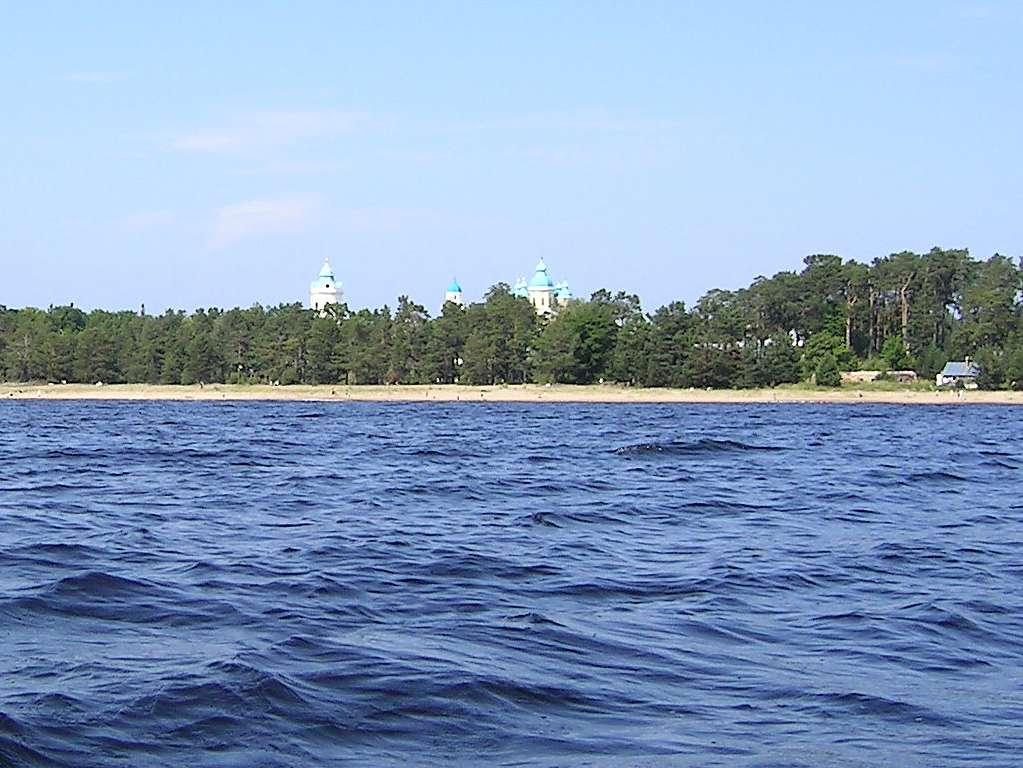
Вид на Коневский монастырь

Коневе́ц (ранее — Коневиц; фин. Konevitsa, Kononsaari) — остров в Ладожском озере, где находится Коневский мужской монастырь. Остров пользуется популярностью у туристов и паломников. Сообщение с материком нерегулярное.

## Физико-географическая характеристика

### Географическое положение
Остров расположен на западе Ладожского озера, от берега его отделяет Коневецкий пролив. От Владимировской бухты до острова около 7 км. От Коневца до районного центра Приозерска — 30 км по воде, до Валаамского архипелага — 60 км, до Санкт-Петербурга — 170 км по воде, из них 40 км по реке Неве (до внешней границы города).
Административно относится к Громовскому сельскому поселению Приозерского района Ленинградской области.

### Морфометрические характеристики
Остров Коневец вытянулся с юго-запада на северо-восток, наибольшая протяжённость в длину составляет 5 км, а в ширину — около 2 км. Его площадь — приблизительно 8,5 км². На юго-западе острова расположен песчаный пляж, за которым следует крутой, высотой до 4 м, песчаный уступ. Он снижается в восточном направлении и постепенно переходит в низкий, с разбросом камней, берег. У юго-восточного побережья есть несколько островов из гранитных валунов. Крупнейший из них — Каменный. Каменистые отмели тянутся на сотни метров от берега. Средняя высота над уровнем Ладожского озера — 3 м, а высота берега над уровнем моря — 7 м. Рельеф местности плоский, только в центре острова есть небольшие возвышенности — горы Змеиная и Святая. Это самые высокие точки острова Коневец. Абсолютная высота Святой горы — 34 м. Называется она так в честь чудесного явления Божьей Матери монаху Иоакиму, который пришёл сюда просить заступничества у Пресвятой Богородицы. Позже на горе построили часовню и скит во имя Казанской иконы Божьей Матери. До недавнего времени здесь был и источник, но он высох из-за строительства. У подножия горы есть остатки полей и фруктового сада — в годы существования монастыря здесь было сконцентрировано основное полевое хозяйство. В последнее время на горе из остатков посадок клёнов и дубов восстановили ландшафтный парк.
Гора Змеиная, высотой 29 м, находится в центре острова. Это вытянутая и извилистая возвышенность с крутыми каменистыми обрывами.

### Геологическая характеристика
Коневец — остров наносного типа. Песок намыли воды Ладожского озера. Они намывают его и сегодня. Глубины вокруг острова уменьшаются из-за подъёма дна, что затрудняет подход кораблей. Юго-западная оконечность острова — это песчаная коса Стрелка длиной около километра. Коса засыпана разноцветной галькой.
По острову повсюду раскиданы гранитные валуны, иногда значительных размеров. Ледник, спускаясь со Скандинавских гор, нёс не только огромные массы льда, но и куски камней, выбитых из основной породы. Самый большой из таких валунов на острове — Конь-Камень, весом более 750 тонн. Много меньших по размеру камней есть на юго-западном конце острова и на острове Каменный.

### Климат
Коневец находится в зоне умеренного климата. Морской воздух, который приносится западными ветрами, вызывает зимой оттепели и сильные снегопады, а летом сопровождается пасмурной погодой. В период, когда на Ладожском озере господствуют континентальные воздушные массы, здесь стоят сухие и жаркие дни летом и морозные — зимой. Резко изменить погоду может вторжение с севера холодных арктических масс.
Средняя температура воздуха на острове составляет +3,5 °C. Летом воздух может прогреться до +30 °C, а зимой могут быть морозы до −40 °C. Протяженность теплого сезона на острове составляет 130—180 дней. Весна наступает в апреле, хотя озеро в это время ещё довольно холодное: средняя температура воздуха на острове и над озером чуть больше 0 °C, а на побережье +1,5—2,5 °C. С окончанием заморозков и установлением тёплой погоды со среднесуточной температурой более +10 °C наступает лето. В июне средняя месячная температура воздуха уже +12—13 °C. Днём воздух может прогреться до +20 °C в тени. Самый тёплый месяц — июль, средние температуры которого +16—17 °C. В августе обычно начинается снижение температуры, средние температуры воздуха +15—16 °C. При вторжении тёплых воздушных масс с юга в первой половине осени нередко бывает возврат теплой погоды — «бабье лето».
В начале ноября отрицательные температуры становятся довольно устойчивыми. Нередко в декабре бывают оттепели, сопровождающиеся мокрым снегом. В январе и феврале оттепели реже. Это более холодные месяцы — их средняя температура −8—10 °C, а в отдельные дни температура может снизиться до −30—40 °C мороза.
Вода в Ладожском озере прогревается очень медленно и также медленно остывает. В теплые годы осень начинается позже и дольше продолжается. Ледостав начинается очень поздно — в январе, а иногда в феврале.

### Природа острова
Остров не имеет величественных природных ландшафтов, но он поражает своей природной красотой. Один из паломников, который прибыл на остров писал в своих записках:
Коневец «не изобилует вещественными благами, но отдаленность его от мирских селений, его пустынные красоты успокаивают сердце, говорят о величии Творца, возбуждают дух молитвы, вещают о Вечности
Среди животных на острове водятся ящерицы, разнообразные лягушки, мелкие грызуны, зайцы, белки, кабаны и лисицы. Встречаются также ондатры. На острове живёт много перелетных птиц и чаек. Принято считать, что Коневец — единственный остров Ладожского озера, где не водятся змеи.
Леса покрывают больше 80 % территории острова. Вдоль берега и на юге преобладают сосновые леса, в северной и центральной частях — еловые. Также на острове растут берёзы, ольха, рябины и осина. Немало на острове и северных трав: медуница, иван-чай, перелеска, первоцвет, фиалка и т. д. В большом изобилии произрастает черника, есть брусника, грибы. Кроме естественных для острова растений, большое количество было завезено сюда человеком. Так, в разных частях острова были высажены липы, клёны, дубы, пихты, сибирская сосна, тополя, каштаны, сирень, акация желтая, крыжовник, смородина, малина, сливы, вишни и яблони. Всего на острове в 1997 году насчитывалось 30 видов интродуцентов, привезенных сюда и высаженных монахами.

## История

### Российская империя
Остров был включён в состав Российской империи во время Великой Северной войны. В 1702 году при Петре I русскими войсками у шведов была отвоёвана крепость Нотебург (Орешек). А в 1710 году русскими была взята Кексгольмская крепость (Корела).
28 июня 1858 года на Коневце побывал император Александр II с семейством.

### Финляндия
В 1917—1940 годах входил в состав независимой Финляндии. Власти Финляндии потребовали от валаамского архиепископа Серафима (Лукьянова) в течение трёх месяцев выучить финский язык. На языковой экзамен владыка не явился и за это был отправлен в ссылку на Коневец.

### СССР
После окончания Великой Отечественной войны остров стал закрытой территорией СССР. На нём разместилась военно-морская база и полигон для испытания химического оружия, ракет на твёрдом топливе, торпедного и морского минного оружия. Сегодня практически в любой точке острова можно встретить следы деятельности военных. Пик их активности пришёлся на 1950-60-е годы. В то время на острове проживало несколько сотен человек. Военные создали на Коневце развитую инфраструктуру, имели собственное хозяйство, автопарк. К концу 1980-х годов активность полигона и воинской части стала постепенно снижаться, однако испытательный полигон функционирует на острове до сих пор.

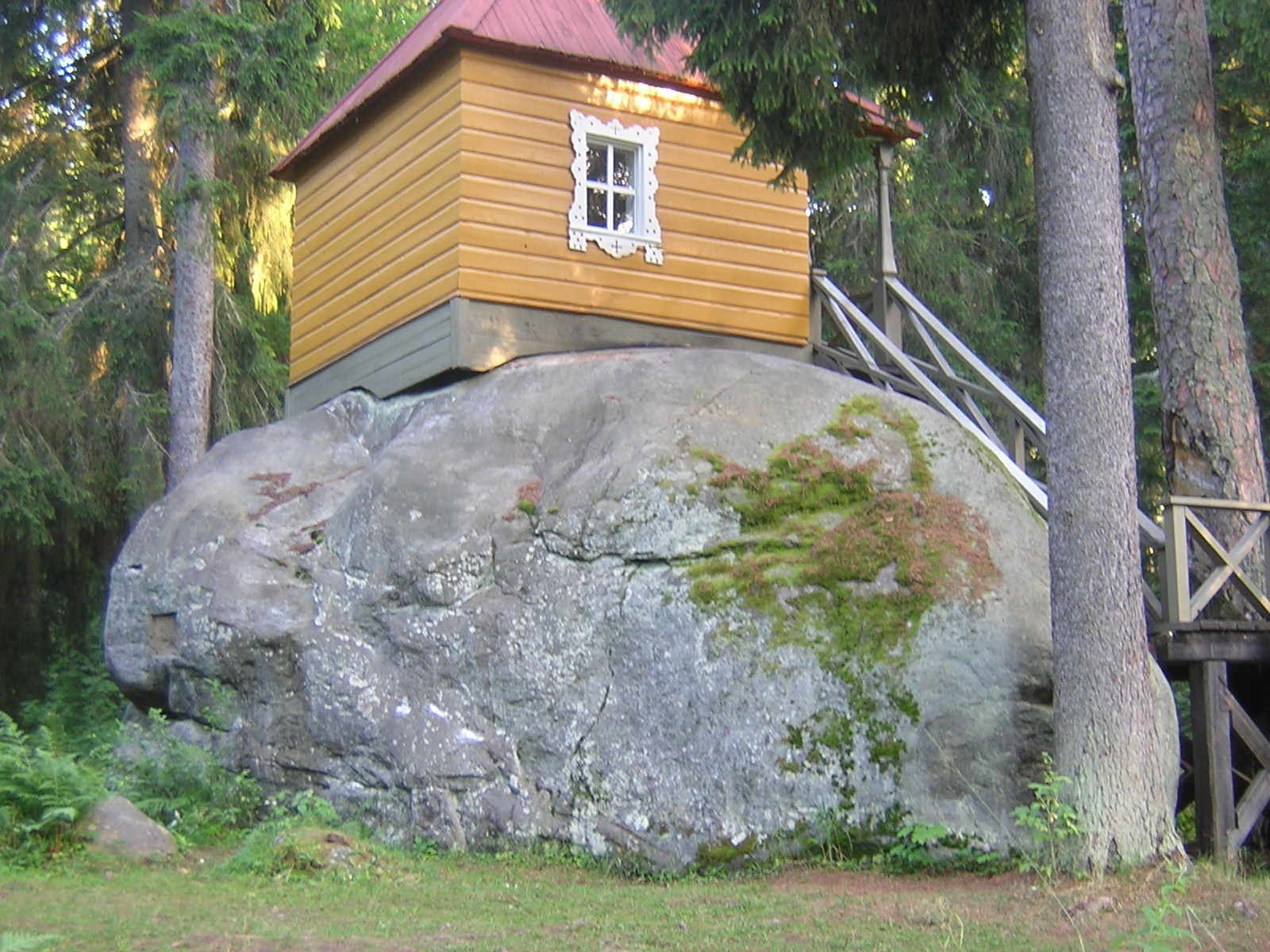
Конь-камень
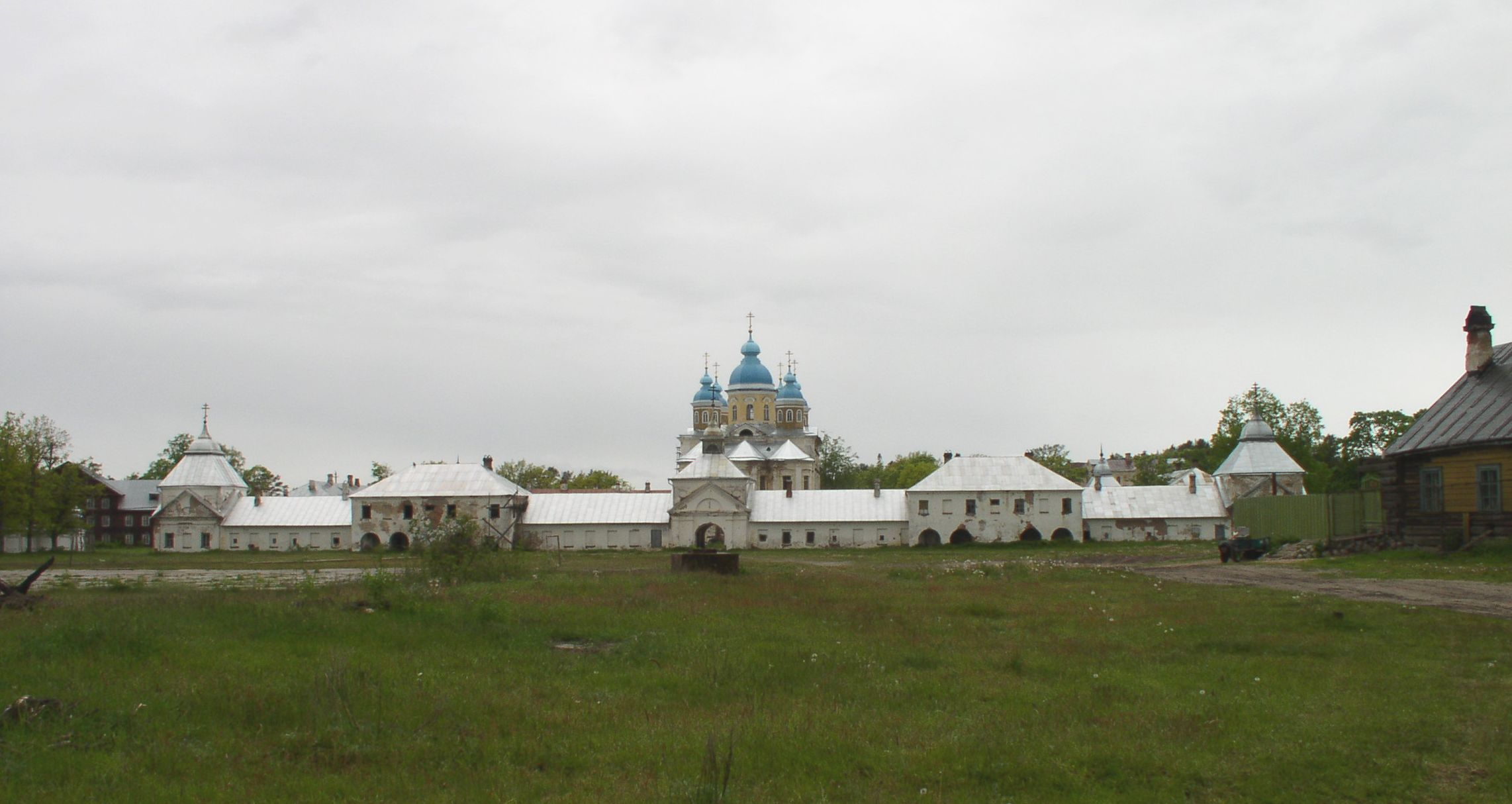
Коневский монастырь
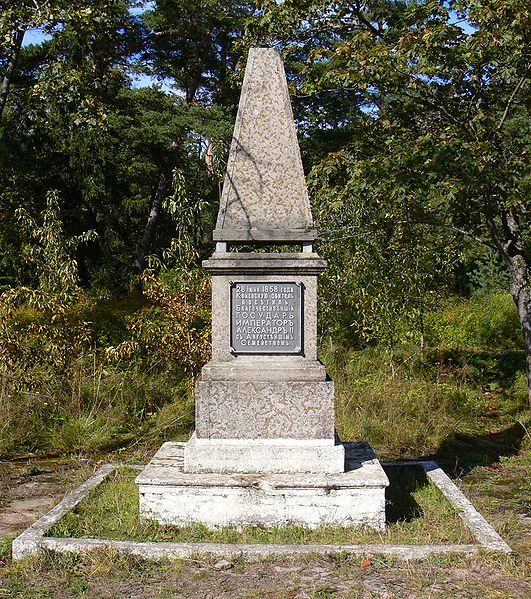
Памятная стела
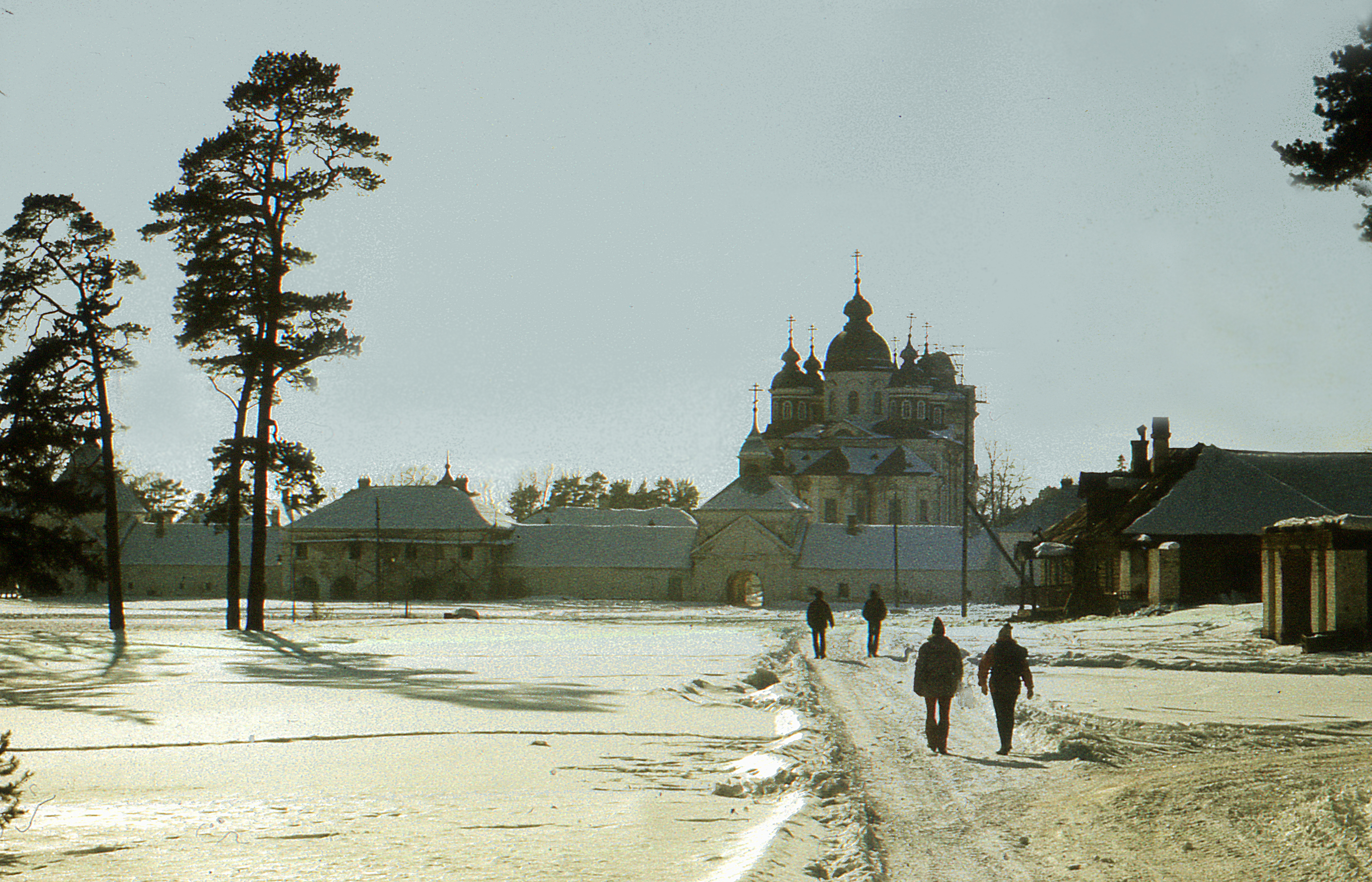
Коневский монастырь зимой
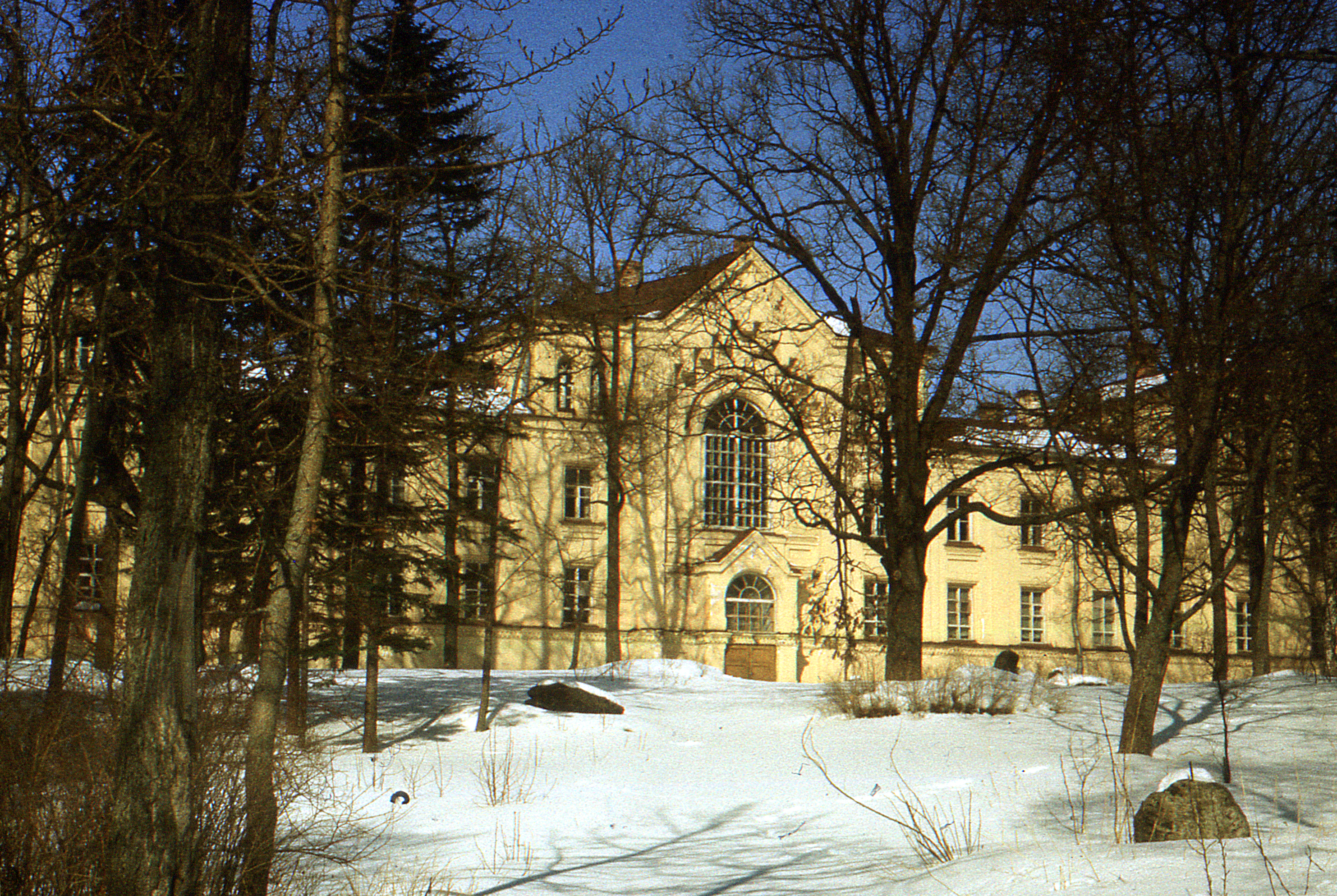
Белая гостиница
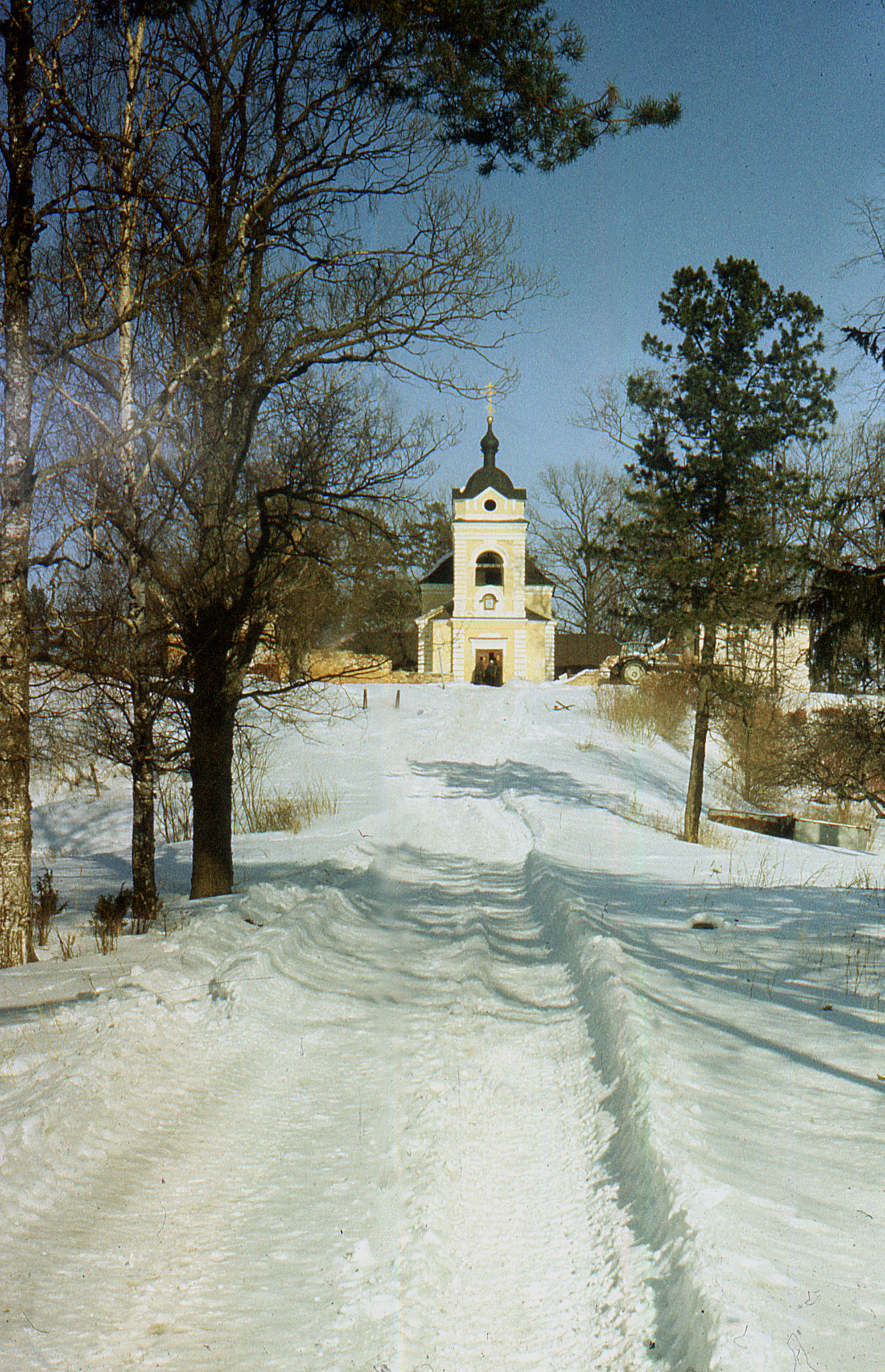
Казанский скит